# Valašské Meziříčí
Valašské Meziříčí középkori magyar nevén Oláhmezerics, település Csehországban, a Zlíni kerület Vsetíni járásában.

## Fekvése
A Vsetini hegységben, Hraniceből a 35-ös úton délkeletre fekvő település.

## Története
Valašské Meziříčí a vlachok egyik központja, mely különleges népi kultúrájáról híres. Szabadtéri színpadán nyaranta vlach népi együttesek lépnek fel.
A város ipari centrum és közlekedési gócpont is.  Mivel egy másik helységet is hozzácsatoltak, most két kastélya, két városházája és két temploma is van.

## Nevezetességei

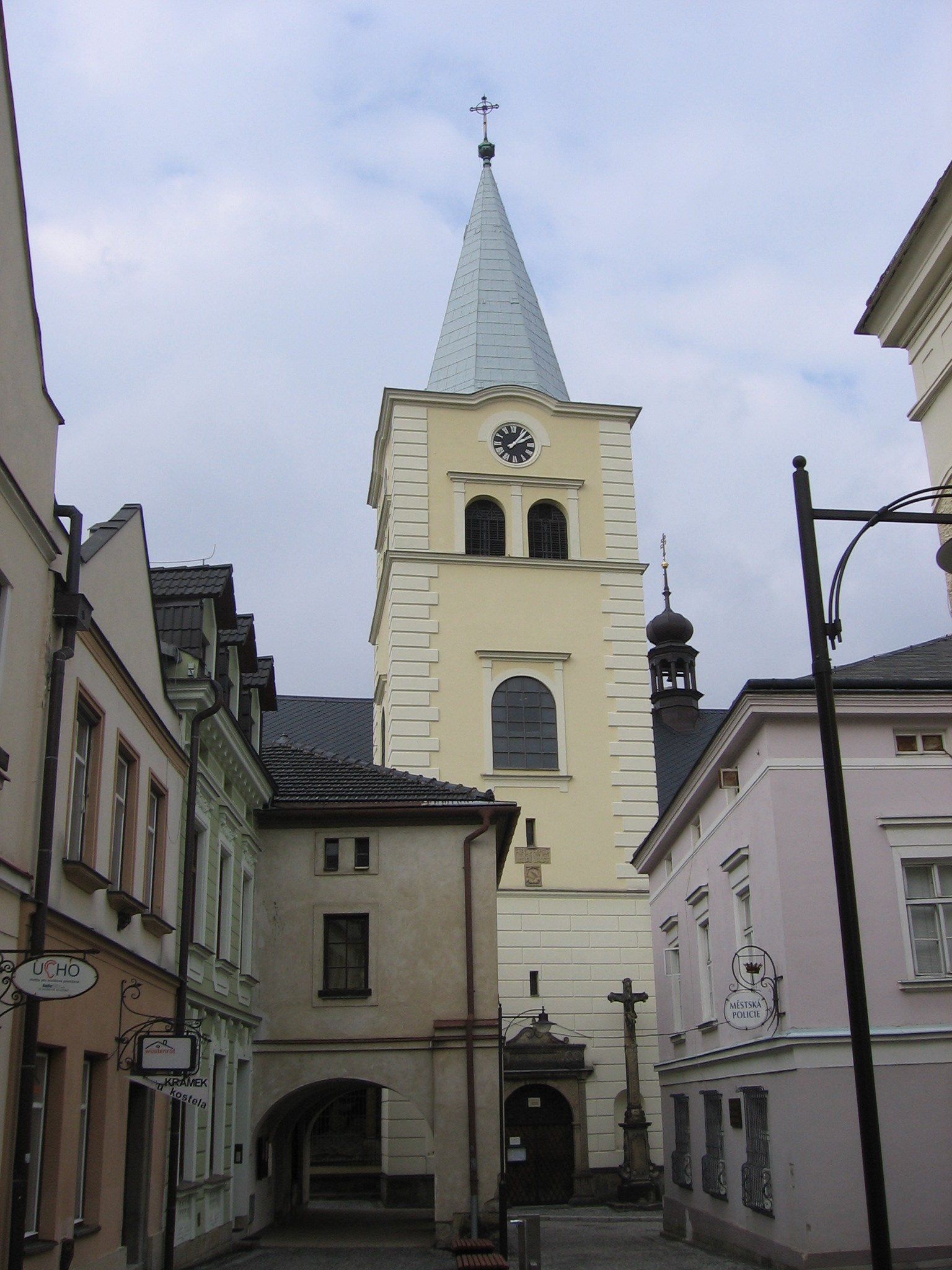
A város egyik temploma

- Valach múzeum - Az egyik reneszánsz eredetű, de ma már barokk stílusúra átépített kastélyban rendezték be.
- A kastély parkjában áll az austerlitzi csata halottainak emlékműve és több ezer katona közös sírja.

## Népesség
A település népessége az elmúlt években az alábbi módon változott:
| Lakosok száma | 7108 | 8245 | 8495 | 12 291 | 26 531 | 26 791 | 22 449 | 22 217 | 21 709 | 22 833 |
|               | 1869 | 1900 | 1921 | 1961   | 1980   | 2012   | 2016   | 2019   | 2021   | 2024   |

## További információk

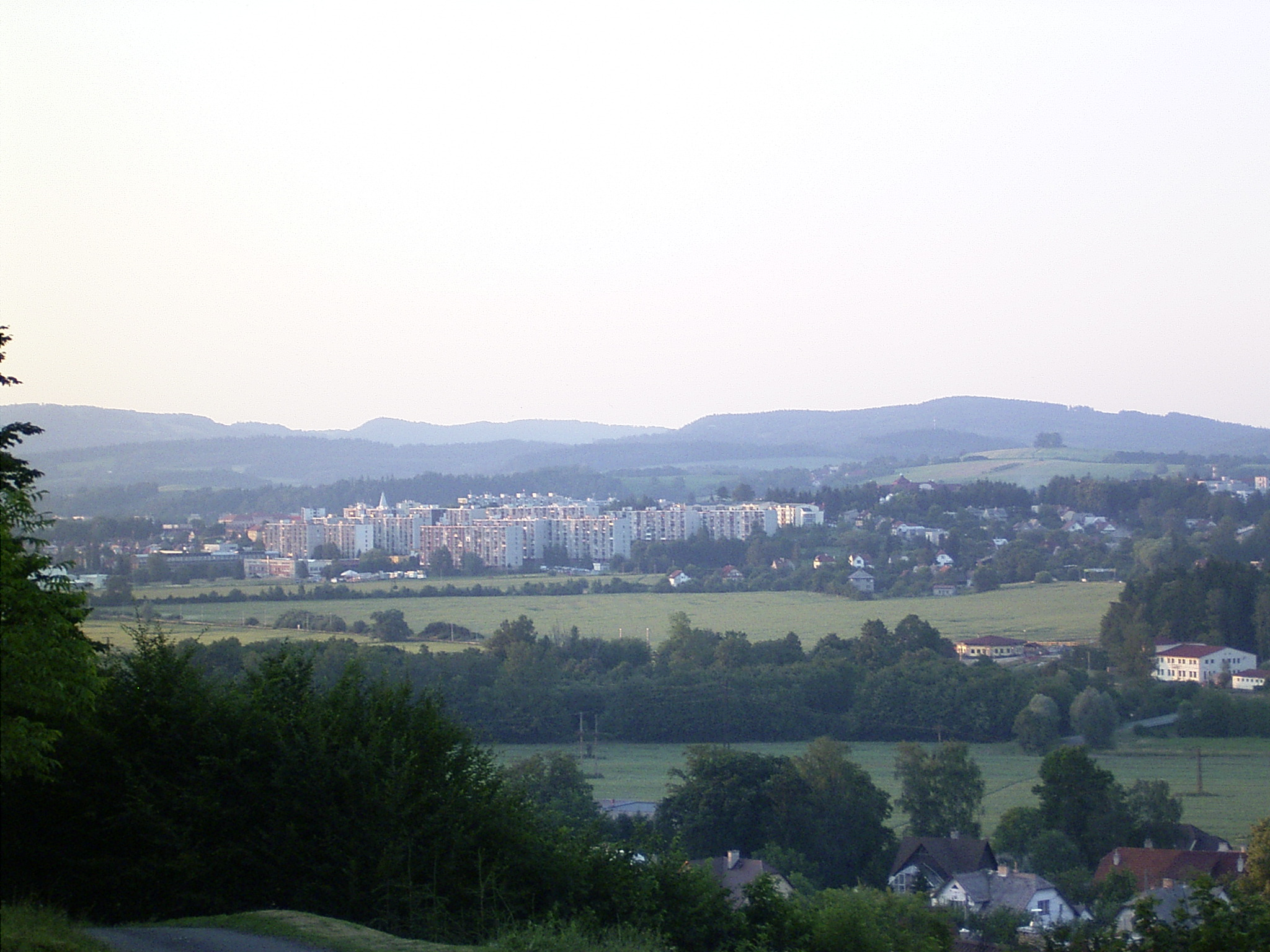
A város látképe